# Курс-Філд
Курс-Філд (англ. Coors Field) — бейсбольний стадіон в місті Денвер, Колорадо. Домашня арена команди Національної ліги MLB Колорадо Рокіс.

## Історія
Відкритий у 1995 Курс-Філд став першим бейсбольним стадіоном побудованим для команди Національної ліги з часів Доджер Стедіум (1962). Команда Колорадо Рокіс створена у 1993 році, перші два свої сезони грали на стадіоні Mile High Stadium на якому в той час також грали Денвер Бронкос. Паралельно з цим відбувалось будівництво нової бейсбольної арени у даунтауні Денвера, яке розпочалось 16 жовтня 1992. Спочатку Рокіс хотіли щоб місткість нового стадіону складала 43,800 глядачів. Однак зважаючи на велику відвідуваність матчів команди на Mile High Stadium було вирішено збільшити місткість до 50,000. Повна вартість будівництва стадіону склала $215 млн, з яких $162 млн (75 %) — гроші з місцевого бюджету, а $53 млн (25 %) гроші власників Рокіс. Перша гра на Курс Філд відбулась 26 квітня 1995 між Колорадо Рокіс та Нью-Йорк Метс.
Протягом спорудження стадіону, будівники декілька разів знаходили рештки динозаврів, в тому числі і череп трицератопса довжиною 2.1 метри та вагою 450 кг. Через це «Парк Юрського Періоду» розглядався одним з варіантів назви нового стадіону. Пізніше це вплинуло на вибір маскоту для команди, яким став трицератопс на ім'я Дінгер.

## Розміри поля
- Left Field — 347 feet (106 m)
- Left-Center — 390 feet (119 m)
- Center Field — 415 feet (126 m)
- Right-Center — 375 feet (114 m)
- Right Field — 350 feet (107 m)
- Backstop — 56 feet (17 m)